# Dimorphos
« Didymos I » redirige ici. Pour le primat, voir Baselios Marthoma Didymos Ier.
Dimorphos, désignation complète (65803) Didymos I Dimorphos, est un satellite de l'astéroïde Apollon (65803) Didymos. Sa désignation provisoire était S/2003 (65803) 1 et il était parfois désigné officieusement Didymos B et surnommé Didymoon avant de recevoir son nom officiel.
Il a un diamètre de 164 mètres et, avant l'impact de DART, il tournait autour de (65803) Didymos en 11,92 heures (11 heures et 55 minutes) à une distance de 1 190 mètres. Sa rotation était alors synchrone avec sa révolution.

## Étymologie
Dimorphos a été officiellement nommé par le Centre des planètes mineures dans sa circulaire 2020-M83 du 23 juin 2020, avec la citation de nommage :
« Dimorphos, Greek for 'having two forms', is the smaller member of the (65803) Didymos system. As the target of the DART and Hera space missions, it will become the first celestial body in cosmic history whose form was substantially changed as a result of human intervention (the DART impact). »
« Dimorphos, mot grec signifiant « qui a deux formes », est le plus petit membre du système (65803) Didymos. En tant que cible des missions spatiales DART et Hera, il deviendra le premier corps céleste de l'histoire cosmique dont la forme aura été significativement changée du fait d'une intervention humaine (l'impact de DART). »
Le surnom Didymoon est un jeu de mots en anglais, un mot-valise formé sur Didymos (« jumeau » en grec), le nom de l'objet primaire, et moon (« lune » en anglais). Ce surnom rappelle que Dimorphos forme un système binaire avec Didymos.

## Origine
Didymos tourne sur lui-même à une vitesse proche de celle à partir de laquelle il doit perdre de la masse sous l'effet de la force centrifuge, il est possible que cela se soit produit dans le passé. Une modélisation numérique de l'évolution de la matière perdue à la surface de Didymos montre qu'elle est déposée sous la forme d'un anneau équatorial puis que par étalement visqueux l'anneau s'étend au-delà de la limite de Roche.
Une fraction de sa masse forme alors Dimorphos et un ensemble d'objets proches de la limite de Roche, tandis que la majeure partie retombe sur Didymos. Pour correspondre aux propriétés du Dimorphos d'aujourd'hui, la masse totale déposée dans l'anneau doit être d'environ un quart de celle de Didymos. Il est possible qu'une fraction de la matière ait voyagé plusieurs fois entre l'anneau et la surface de Didymos.
Une rotation initiale suffisamment rapide conduit à une orbite de Dimorphos similaire à celle observée, la forme oblongue de Didymos et une courte échelle du temps de dépôt (quelques années). Le satellite se forme alors par accrétion progressive de morceaux de taille métrique et acquiert une forme ellipsoïdale, en accord avec les images récentes obtenues par la mission DART.

## AIDA
Asteroid Impact Deflection Assessment (« Évaluation de la déviation d'un astéroïde par un impact ») est une coopération spatiale internationale regroupant deux missions autonomes, DART de la NASA et Hera de l'ESA.

### La mission DART
La NASA a mis au point la mission DART et a envoyé le 24 novembre 2021, lors d'un passage relativement proche de la Terre, cette sonde sur Dimorphos afin de le dévier,. Elle s'est écrasée sur l'astéroïde le 26 septembre 2022 à 23 h 16 UTC. Il s'agit du premier essai de déviation de la trajectoire d'un objet céleste, destiné à tester l'efficacité de cette méthode en cas de risque de collision avec la Terre.

#### Premières constatations

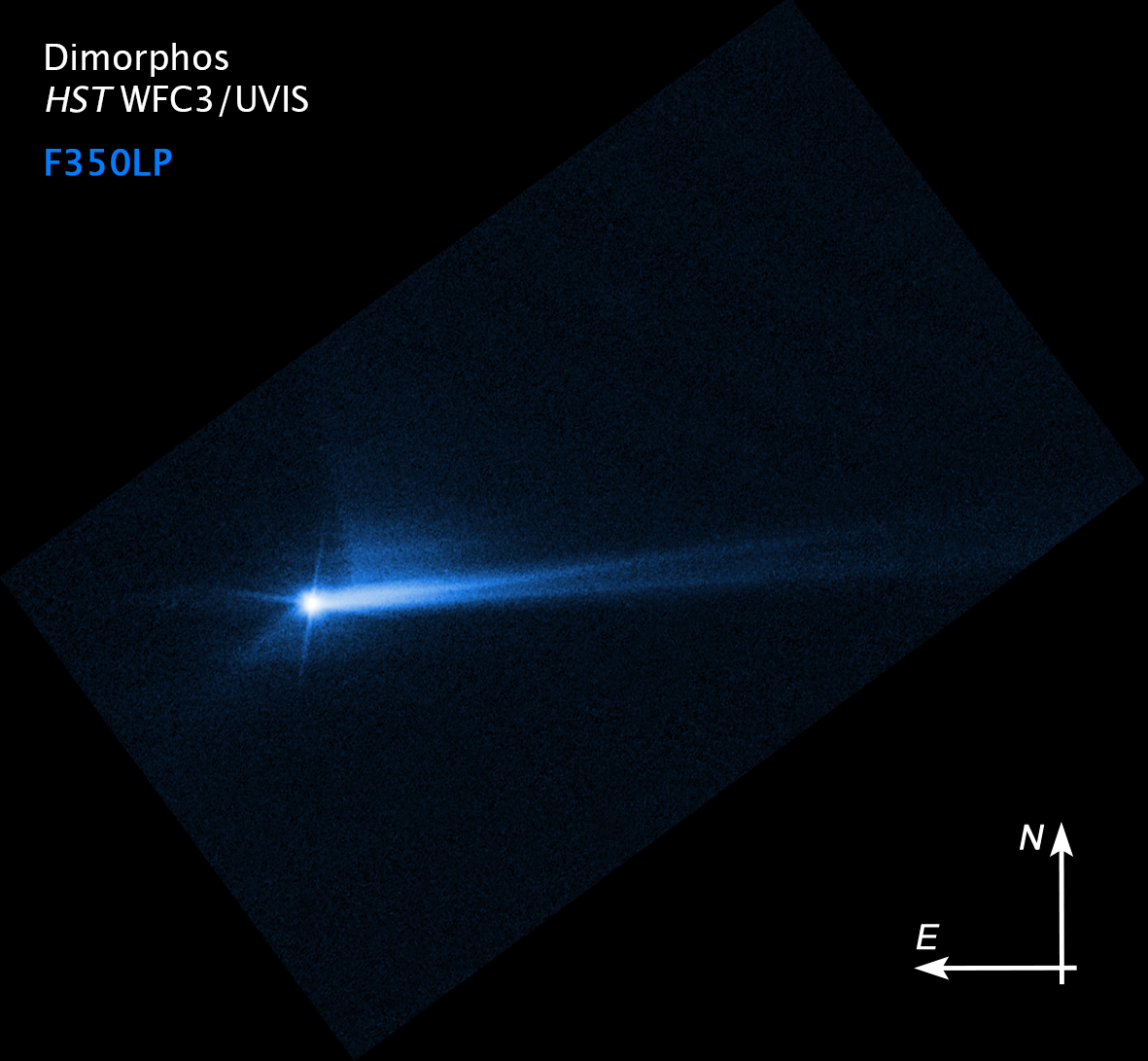
Éjecta après la collision avec DART

Le 11 octobre 2022, la NASA annonce en conférence de presse le succès de l'opération. Le raccourcissement de la période orbitale est de 32 minutes, soit bien supérieur aux 72 secondes prévues. D'après les analyses de la NASA, cet important écart serait dû à la composition et la masse moins importante que prévu de l'astéroïde, ce qui ne remet pas en cause le succès de l'opération.
Les observations de Hubble, 12 jours après l’impact de DART, montrent un changement de la forme de la queue provoquée par la collision notamment la formation de queues jumelles plutôt habituelles derrière les comètes.

### La mission Hera
La mission Hera de l'ESA cartographiera le système binaire, quatre ans après l'impact de DART, une première mondiale. Prévue pour être lancée en octobre 2024, la sonde européenne devra arriver aux alentours du système Didymos fin 2026 et l’étudiera de près pendant au moins six mois.